# الکساندر دانکن مکری
الکساندر دانکن مکری (انگلیسی: Alexander Duncan McRae؛ ۱۷ نوامبر ۱۸۷۴ – ۱۹۴۶) نظامی و اهالی کسب‌وکار اهل کانادا بود.